# 윤치성
윤치성(尹致晟, 1875년 음력 3월 2일 - 1936년 8월 11일)은 대한제국과 일제강점기의 군인, 관료, 독립운동가이다. 중추부지사 윤취동의 손자, 토포사 윤영렬의 셋째 아들, 윤치호의 사촌동생이며, 윤치소의 친동생이자 대한민국의 제4대 대통령 윤보선의 작은아버지이다.
어려서 성리학자 서정순의 문하와 간재 전우의 문하에서 글과 학문을 배웠다. 1894년(고종 30년) 일본으로 유학, 게이오 의숙을 졸업 후 대한제국의 육군 참위로 신식 병사를 양성하다 다시 일본으로 유학, 일본육군사관학교를 11기로 졸업하고 소위로 임관했다. 귀국 후 1904년 대한제국의 육군 소위로 임관되어 복무, 러일 전쟁에 참전하고 을사 조약의 반대에 가담했으며 육군 기병 중장에 이르러 1910년 한일 합방이 되자 예편, 공직을 사퇴하고 기업인으로 활동했다.
이후 황성광업주식회사 설립에 참여하고 분원자기 취체역과 경성조선인상업회의소에 관여하며 퇴역 군인 출신 미취직 인사들의 취직을 지원하는 활동을 했다. 한때 1916년 노백린 등과 함께 항일 독립운동 단체 대한광복단에 가입하여 활동하기도 했다. 본관은 해평, 다른 이름은 치성(致晠)이고, 아호는 악연(岳淵)이다. 야우 서정순(野愚 徐政淳), 간재 전우(艮齎 田愚)의 문인이다. 충청남도 출신.

## 생애

### 생애 초반

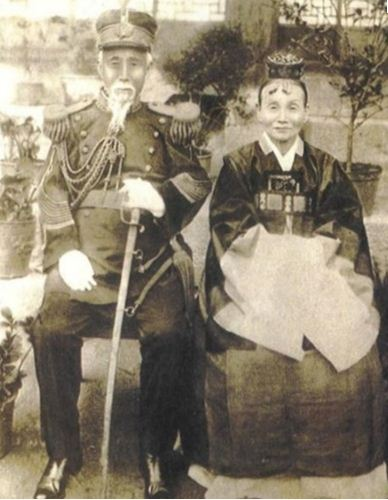
아버지 윤영렬과 어머니 한진숙, 1927년 5월 16일 윤영렬과 한진숙의 회혼례식 사진

악연 윤치성은 1875년 음력 3월 2일 충청남도 아산군 둔포면 신항리에서 안성군수와 토포사 등을 지낸 윤영렬과 청주 한씨 한진숙의 아들로 태어났다. 윤치오, 대한민국의 4대 대통령 윤보선의 아버지 윤치소는 그의 형이었고, 내무장관을 지낸 윤치영은 그의 동생이었다. 후에 성인이 된 뒤 한성부 청진동(淸進洞)으로 분가하여 그곳으로 본적을 옮겼다.
윤치성의 9대조 윤두수와 윤근수는 조선 선조 때 형제 정승이었다. 8대조 윤흔은 선조 때 문과에 급제하고 삼사를 거쳐 자헌대부 중추부지사에 이르렀고, 호종공신으로 사후 의정부좌의정에 추증되었다. 7대조 윤취지는 광해군 때 생원시에 합격하고 관직은 가선대부 동지중추부사에 이르렀다. 6대조 윤채(尹埰, 1603~1671) 인조 때 진사시에 합격하여 관직은 세자익위사 사어에 이르렀다. 5대조 윤세겸(尹世謙, 1668~1748)는 윤채의 아들이며 가선대부 동지돈녕부사를 지냈다. 그러나 고조부 윤발(尹潑, 1728~1798) 때에 가계가 몰락하여 윤발은 관직을 지내지 못했다.
증조부 윤득실(尹得實, 1768~1823)은 생전 관직이 통덕랑이었으나 일찍 사망하였다. 그러나 윤득실의 셋째아들이자 그의 할아버지였던 윤취동의 대에 한직인 지중추부사로 다시 관직에 올랐고, 그 뒤 그의 큰아버지 윤웅렬이 무과(武科)에 급제하고 아버지 윤영렬이 군관으로 중앙 관직에 진출하여 가계를 일으켰다. 그는 비교적 풍족한 유년기를 보낼 수 있었다. 윤치성은 성인이 된 뒤에 호를 악연(岳淵)이라 하였다.

### 소년기
소년기의 윤치성은 고향인 아산에서 한학을 수학하였다. 그러나 아버지 윤영렬의 임지를 따라 계속 이사를 다녀야 했다. 1881년 가숙에서 독선생을 불러 형제들과 함께 한학을 배웠으며, 소년 시절 공주군으로 가 간재 전우의 문하에서 성리학을 수학하였다.
1888년(고종 25년) 수원군으로 가 야우 서정순의 문하에서 글을 배워 과거 시험에 응시했지만 낙방하였다. 체육을 좋아했던 그는 동생인 윤치영에게 영향을 주기도 했는데, 동생 윤치영은 자신이 존경하는 인물 중의 한사람으로 셋째 형 윤치성을 지목하기도 했다. 윤치영은 다른 형제들 중에서도 유독 그를 잘 따랐다. 아버지와 백부의 영향을 받은 그는 군인이 되기로 결심한다.

### 유학과 귀국

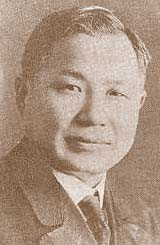
육사 동기 노백린

1894년(고종 30년) 청일전쟁에 종군했다가 그해 7월 한성관립영어학교에 입학하였다. 1895년 7월 관립한성영어학교를 수료하고, 같은 달 일본으로 파견되는 의친왕의 수행원으로 일본을 방문하고 귀국하였다. 그 뒤 귀국하지 않고 일본에 유학, 1895년 9월 게이오 의숙 보통과에 입학하여 1896년 9월 형 윤치오와 함께 게이오 의숙(慶應義塾)을 졸업하였다.
게이오 의숙 졸업 후 그는 바로 귀국하지 않고, 1896년(고종 33년) 10월 성성학교(成城學校)에 입학하였다. 1898년 11월 성성학교에서 우등생으로 졸업, 1898년 12월 무관생도로서 일본육군사관학교에 편입하였다. 동기로는 함께 일본으로 건너갔던 노백린, 김관현, 어담 등이 있었다.
1900년(광무 3년) 6월 21일 육군 참위(陸軍參尉)에 임명되었다. 1900년(광무 3년) 9월 27일 면직되고 일본 유학을 명받았다가, 10월 당시 대한제국 국군 원수부(元帥府) 회계국총장(會計局總長) 민영환(閔泳煥)의 적극적인 추천을 받고 노백린(盧伯麟), 김형섭(金亨燮), 어담(魚潭) 등과 함께 대한제국 육군 참위로 다시 임명, 바로 한국무관학교 보병과 교관에 임명되었다. 일본육군사관학교 재학 중 그는 상위권 성적을 유지하여 대한제국 국비장학생에 선정되었으며, 1903년 4월 일본 기병 제8연대를 견학하였다.
1903년 11월 30일 일본육군사관학교를 15기로 졸업했다. 1903년 12월 일본군 육군 기병 제1연대 견습사관(見習士官)에 임명되었다.

### 대한제국 육군 복무
1903년 12월 졸업과 동시에 견습사관을 거쳐 일본군 육군 소위로 임관되었으나 1904년초 예편하고 배편으로 귀국하였다. 귀국 후 1904년 2월 12일 대한제국 육군 기병 소위로 특별 임관, 대한제국 기병대 8연대로 배속되었다가, 바로 다시 한국무관학교 보병 교관으로 신식 병사의 양성과 훈련을 맡아보던 중, 1904년 러일 전쟁 뤼순 전투에 참전하였다.
1904년 9월 러일전쟁에 참군하기 위해 일본군 기병 제8연대에 편입, 훈련을 수료하고 그해 10월 오사카(大阪)을 출발하여 청나라 만주의 유수(柳樹)에 상륙, 유수지 전투에 참전하였다. 1905년 1월 대한제국 정부로부터 칙령으로 귀국을 명받고, 전쟁 중 출발 1월말 오사카로 갔다가 도쿄를 경유하여 2월 경성으로 귀환하였다. 귀국 중이던 2월 14일 현지에서 일본특파대사 수원에 임명되었고, 1905년 귀국 길에 6품(6品) 승훈랑(承訓郞)에 서임되었다.
귀환 직후 1905년(광무 8년) 2월 21일 시위대대부(待衛大隊附) 겸 시위기병대(待衛騎兵隊) 교관이 되었다가 3월 육군 참위(陸軍參尉)로 주일본 특파 대사(日本特派大使) 의양군 이재각의 수행원으로 도쿄에 다녀왔다. 일본 체류 중 참위(參尉) 3계급 특진, 곧바로 참령(參領)에 임명되었으나 군 기강이 어지러워질 것을 우려하여 스스로 고사하였다. 동 3월 말, 바로 육군 기병 부위(騎兵副尉)로 임명되었다. 4월에 귀국했다가 10월 12일 면직되었다. 같은 날 기병정위(騎兵正尉)로 승진, 군무부 군무국 기병과원이 되었다가 기병과장이 되었다.
1905년 10월 을사 보호 조약이 강제로 체결되자 그는 조약 체결에 반대하는데 동참하였으나 받아들여지지 않았다. 11월 기병과장에서 육군 기병독립대대장(騎兵獨立大隊長)이 되었다. 12월 5일 군부 군무국 기병과장 직에서 면직되고 육군 기병중대장으로 임명되었다.

### 을사 조약 이후
이후 대한제국 군부 교육과장을 거쳐 1906년(광무 9년) 1월 13일 육군 기병 참령(陸軍騎兵參領)이 되었다.1906년 1월 일본국 사절 후시미노미야 히로야스 친왕(伏見宮 若字博恭親王) 일행 파견에 대한 답례로 대한제국에서도 사절이 파견되자, 윤치성은 육군 정위(正尉)로 일본에 파견되는 대사 완순군 이재완(完順君 李載完)의 수행원의 한사람이 되어 일본에 다녀왔다. 2월 일본 체류 중 기병참령(騎兵參領)으로 승진하고, 3월 말 귀국하였다. 1906년 7월 20일 면직되고 같은 날 군부 참모국 제1과장(軍部參謀局第一課長)이 되었다가, 10월 18일 군부 참모국 부국장이 되어 제1과장을 겸직하고, 육군 기병부령(陸軍騎兵副領) 흔3등에 임명되었다.
1907년(광무 10년) 4월 기자릉(箕子陵)의 석물(石物)과 정자각(丁字閣)을 개수하는데 감독관의 한 사람으로 참여하여 6품에서 5품관으로 승진하였다. 그리고 4월 30일 다시 정삼품 통정대부로 승자하였다. 6월 8일 참모국 부국장 겸 제1과장직에서 면직되고 고종황제의 배종무관부 배종무관(陪從武官府陪從武官)에 임명되었다. 8월 24일 고종황제의 시종무관부 시종무관(侍從武官部侍從武官)을 지냈고, 육군 기병 부장으로 승진했으며 뒤에 중장까지 승진했다. 9월 9일 훈4등(勳四等)에 서임되고 태극장을 수여받았다. 1907년 김좌진. 노백린이 상경하자 이들과 함께 조직적으로 구국운동을 전개하기 위하여 대한협회지부(大韓協會支部)를 조직하여 활동했다. 또한 그는 황실에 숨겨져 있던 금괴 8상자를 빼돌려 대한협회의 군자금으로 보내기도 했다.
1907년 7월 헤이그 밀사 사건이 알려지자 일본 통감부로부터 협박을 받았다. 고종의 시종무관이었던 그는 경무총장 겸 조선주둔 일본군 헌병사령관이었던 아카시 모토지로(明石本次郞)에 의해 3개월간 감금, 고문당했다. 통감부에 감금당한 그에게 아카시는 고종의 밀명을 밝히라고 요구했지만 윤치성은 모른다로 일관하였다. 8월 25일 군부 군무국(軍務局) 교육과장이 되었다가 10월 군부 군무국 예문과장(藝門課長)이 되었다. 1908년(융희 2년) 노백린 등과 함께 혁신피혁점(革新皮革店)을 개업하였다. 1909년(융희 3년) 6월 15일 육군 보병 부령으로 재직 중, 예비역으로 편입되었다. 그러나 10월 28일 훈3등에 승서되고 팔괘장(八卦章)을 수여받은 뒤 다시 현역으로 소환되고, 1909년 기병 부장(騎兵副將)으로 승진되었다가 기병 중장이 되었다.
1910년(융희 4년) 경성조선인 상업회의소 특별위원을 거쳐 경술국치 이후 군직에서 사퇴하고, 모든 공직에서 물러났다.
1910년(융희 4년) 8월 27일 정3품에서 종2품 가선대부(嘉善大夫)로 승진했다. 10월 1일 한일 병합 조약 이후 조선총독부에서 남작의 작위를 내렸지만 거절, 바로 자신의 퇴직금을 출자하여 형 윤치소, 신규식, 민영휘, 민영휘의 아들 민대식, 신창휴 등과 함께 황성광업주식회사를 설립하는데 참여하였다. 이후 윤치성은 대한제국 군대에서 퇴역한 퇴역군인들의 취직을 주선하였다.

### 한일합방과 퇴역

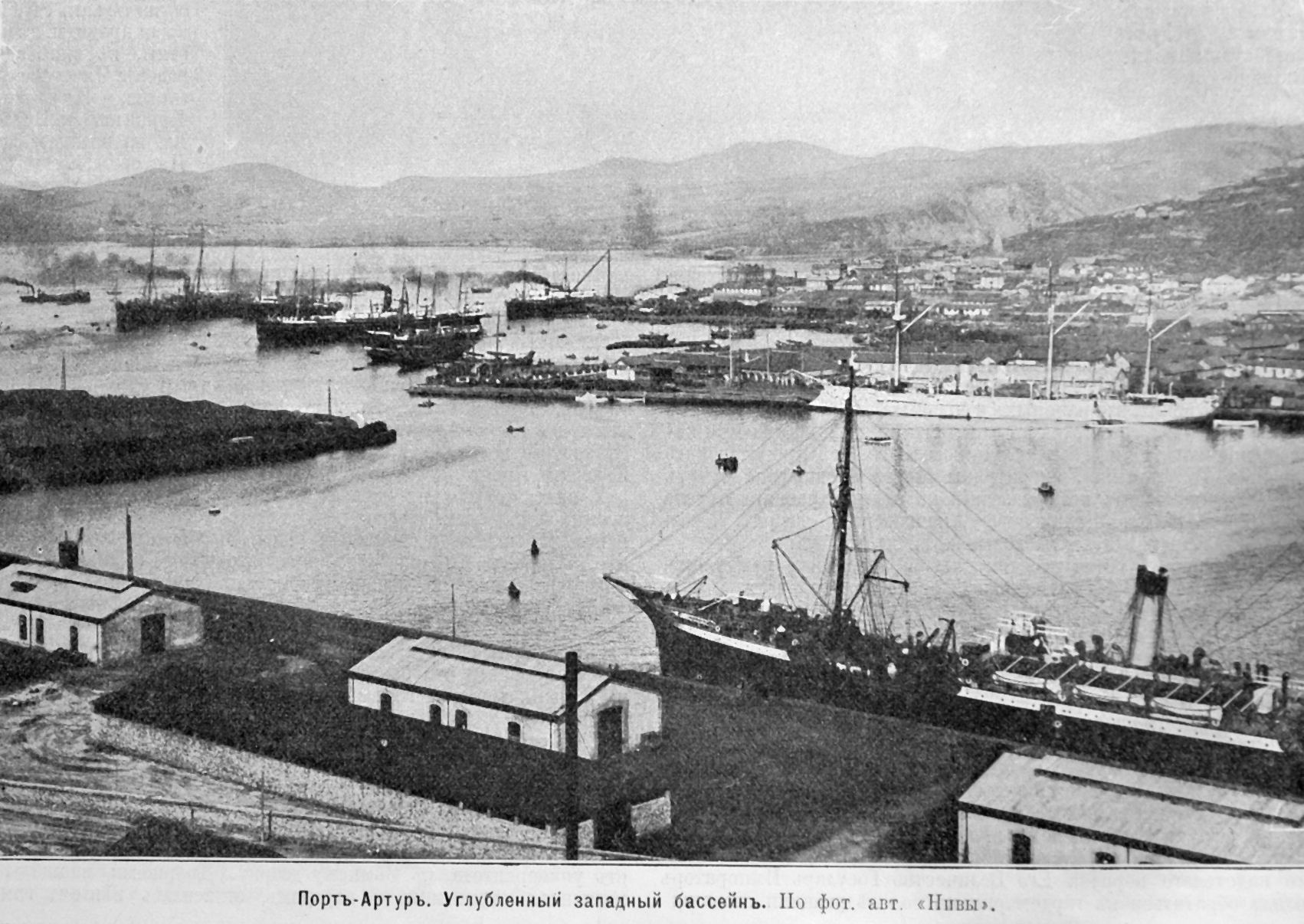
러일 전쟁 당시 여순항의 모습

1910년 10월 왕십리의 사립왕신소학교(私立旺新小學校, 현, 서울무학초등학교의 전신)의 교장에 초빙되어 1914년까지 재직했다. 왕신소학교장직에서 물러난 뒤에도 그는 왕신소학교의 후신인 왕십리보통학교에 수시로 기탁금을 기부하였다.
1910년 이후에는 실업계로도 진출하여 분원자기 취체역과 경성조선인상업회의소 특별위원 등을 지냈다. 분원자기 취체역으로 있을 때 퇴역 군인 출신 인사들을 취직시켰고, 경성조선인상업회의소에 관여하며 퇴역 군인 출신 미취직 인사들의 취업을 지원하는 활동을 했다. 1916년 노백린, 김좌진(金佐鎭) 등과 함께 항일단체 대한광복단에 가입했으나, 1919년 광복단에 대한 대대적인 탄압 이후 타협하여 소극적으로 활동하였다. 이후 조선총독부로부터 불령선인으로 낙인찍혔으나 일본 육군사관학교 출신이라는 점과 러일전쟁과 뤼순전투에 참여한 공적이 감안되어 구속, 수감을 면하였다.
1923년 4월부터 5월에는 회사인 아성사(我聲社)를 설립하는데 참여하여 충청도지점을 개설하는 활동을 하였다. 1926년 2월 경성부 중앙기독교청년회관에서 노백린의 추도 집회에 발기인으로 참석하고 고인의 약사를 낭독하였다.
그의 집에는 노백린, 박영효, 이상재, 서재필 등의 애국지사들이 자주 출입하였는데 이는 그의 형 윤치오, 사촌형 윤치호 등과의 친분관계 때문에 그와도 친분관계가 형성되었던 것이다. 1919년 3·1 만세 운동 당시 서명에 참여해달라는 권고가 들어왔으나 사양하였다. 1924년 충청남도의회 평의원에 출마, 당선되었다. 그는 총독부 중추원에서 참여 요청이 있었지만 병을 이유로 모두 거절했다. 1936년 8월 11일 경성부 증구 중림정(中林町) 315번지 자택에서 병으로 사망했다. 당시 그의 나이 향년 61세였다.

### 사후
그는 체육과 운동을 좋아하였고 소탈하였다. 그의 여섯째 동생 윤치영은 후일 회고록에서 자신에게 영향을 준 인물의 한사람으로 형인 윤치성을 회고하기도 했다.
아산군 둔포면 송산리 산에 안장되었다.

## 가계
|                       |                       |                                     |                                     |                                     |                                     |                                     |                                     |  |  |                                                   |                                                   |                                                   |                                                   |                                                   |                                                   | 윤취동 (尹取東) 1798~1863 |  |                                     |                                     |                                     |                                     |                                     |                                     |  |  |                                     |                                     |                                     |                                     |                                     |                                     |                                     |                                     |                                     |                                     |                                     |                                     |                                     |                                     |  |  |                                     |                                     |                                     |                                     |                                     |                                     |                           |                           |                           |                           |                           |                           |                           |                           |                           |                           |  |  |                           |                           |                           |                           |                           |                           |  |  |           |           |           |           |           |           |
|                       |                       |                                     |                                     |                                     |                                     |                                     |                                     |  |  |                                                   |                                                   |                                                   |                                                   |                                                   |                                                   |                           |  |                                     |                                     |                                     |                                     |                                     |                                     |  |  |                                     |                                     |                                     |                                     |                                     |                                     |                                     |                                     |                                     |                                     |                                     |                                     |                                     |                                     |  |  |                                     |                                     |                                     |                                     |                                     |                                     |                           |                           |                           |                           |                           |                           |                           |                           |                           |                           |  |  |                           |                           |                           |                           |                           |                           |  |  |           |           |           |           |           |           |
|                       |                       |                                     |                                     |                                     |                                     |                                     |                                     |  |  |                                                   |                                                   |                                                   |                                                   |                                                   |                                                   |                           |  |                                     |                                     |                                     |                                     |                                     |                                     |  |  |                                     |                                     |                                     |                                     |                                     |                                     |                                     |                                     |                                     |                                     |                                     |                                     |                                     |                                     |  |  |                                     |                                     |                                     |                                     |                                     |                                     |                           |                           |                           |                           |                           |                           |                           |                           |                           |                           |  |  |                           |                           |                           |                           |                           |                           |  |  |           |           |           |           |           |           |
| 윤씨 (尹氏) 1835~1920 | 윤씨 (尹氏) 1835~1920 | 윤씨 (尹氏) 1835~1920               | 윤씨 (尹氏) 1835~1920               | 윤씨 (尹氏) 1835~1920               | 윤씨 (尹氏) 1835~1920               |                                     |                                     |  |  | 반계 윤웅렬 (磻溪 尹雄烈) 1840~1911 윤웅렬 가계도 | 반계 윤웅렬 (磻溪 尹雄烈) 1840~1911 윤웅렬 가계도 | 반계 윤웅렬 (磻溪 尹雄烈) 1840~1911 윤웅렬 가계도 | 반계 윤웅렬 (磻溪 尹雄烈) 1840~1911 윤웅렬 가계도 | 반계 윤웅렬 (磻溪 尹雄烈) 1840~1911 윤웅렬 가계도 | 반계 윤웅렬 (磻溪 尹雄烈) 1840~1911 윤웅렬 가계도 |                           |  |                                     |                                     |                                     |                                     |                                     |                                     |  |  |                                     |                                     |                                     |                                     | 연구 윤영렬 (蓮龜 尹英烈) 1854~1939 | 연구 윤영렬 (蓮龜 尹英烈) 1854~1939 | 연구 윤영렬 (蓮龜 尹英烈) 1854~1939 | 연구 윤영렬 (蓮龜 尹英烈) 1854~1939 | 연구 윤영렬 (蓮龜 尹英烈) 1854~1939 | 연구 윤영렬 (蓮龜 尹英烈) 1854~1939 |                                     |                                     |                                     |                                     |  |  |                                     |                                     |                                     |                                     |                                     |                                     | 한진숙 (韓鎭淑) 1851~1938 | 한진숙 (韓鎭淑) 1851~1938 | 한진숙 (韓鎭淑) 1851~1938 | 한진숙 (韓鎭淑) 1851~1938 | 한진숙 (韓鎭淑) 1851~1938 | 한진숙 (韓鎭淑) 1851~1938 |                           |                           |                           |                           |  |  |                           |                           |                           |                           |                           |                           |  |  |           |           |           |           |           |           |
| 윤씨 (尹氏) 1835~1920 | 윤씨 (尹氏) 1835~1920 | 윤씨 (尹氏) 1835~1920               | 윤씨 (尹氏) 1835~1920               | 윤씨 (尹氏) 1835~1920               | 윤씨 (尹氏) 1835~1920               |                                     |                                     |  |  | 반계 윤웅렬 (磻溪 尹雄烈) 1840~1911 윤웅렬 가계도 | 반계 윤웅렬 (磻溪 尹雄烈) 1840~1911 윤웅렬 가계도 | 반계 윤웅렬 (磻溪 尹雄烈) 1840~1911 윤웅렬 가계도 | 반계 윤웅렬 (磻溪 尹雄烈) 1840~1911 윤웅렬 가계도 | 반계 윤웅렬 (磻溪 尹雄烈) 1840~1911 윤웅렬 가계도 | 반계 윤웅렬 (磻溪 尹雄烈) 1840~1911 윤웅렬 가계도 |                           |  |                                     |                                     |                                     |                                     |                                     |                                     |  |  |                                     |                                     |                                     |                                     | 연구 윤영렬 (蓮龜 尹英烈) 1854~1939 | 연구 윤영렬 (蓮龜 尹英烈) 1854~1939 | 연구 윤영렬 (蓮龜 尹英烈) 1854~1939 | 연구 윤영렬 (蓮龜 尹英烈) 1854~1939 | 연구 윤영렬 (蓮龜 尹英烈) 1854~1939 | 연구 윤영렬 (蓮龜 尹英烈) 1854~1939 |                                     |                                     |                                     |                                     |  |  |                                     |                                     |                                     |                                     |                                     |                                     | 한진숙 (韓鎭淑) 1851~1938 | 한진숙 (韓鎭淑) 1851~1938 | 한진숙 (韓鎭淑) 1851~1938 | 한진숙 (韓鎭淑) 1851~1938 | 한진숙 (韓鎭淑) 1851~1938 | 한진숙 (韓鎭淑) 1851~1938 |                           |                           |                           |                           |  |  |                           |                           |                           |                           |                           |                           |  |  |           |           |           |           |           |           |
|                       |                       |                                     |                                     |                                     |                                     |                                     |                                     |  |  |                                                   |                                                   |                                                   |                                                   |                                                   |                                                   |                           |  |                                     |                                     |                                     |                                     |                                     |                                     |  |  |                                     |                                     |                                     |                                     |                                     |                                     |                                     |                                     |                                     |                                     |                                     |                                     |                                     |                                     |  |  |                                     |                                     |                                     |                                     |                                     |                                     |                           |                           |                           |                           |                           |                           |                           |                           |                           |                           |  |  |                           |                           |                           |                           |                           |                           |  |  |           |           |           |           |           |           |
|                       |                       |                                     |                                     |                                     |                                     |                                     |                                     |  |  |                                                   |                                                   |                                                   |                                                   |                                                   |                                                   |                           |  |                                     |                                     |                                     |                                     |                                     |                                     |  |  |                                     |                                     |                                     |                                     |                                     |                                     |                                     |                                     |                                     |                                     |                                     |                                     |                                     |                                     |  |  |                                     |                                     |                                     |                                     |                                     |                                     |                           |                           |                           |                           |                           |                           |                           |                           |                           |                           |  |  |                           |                           |                           |                           |                           |                           |  |  |           |           |           |           |           |           |
|                       |                       |                                     |                                     |                                     |                                     |                                     |                                     |  |  |                                                   |                                                   |                                                   |                                                   |                                                   |                                                   |                           |  |                                     |                                     |                                     |                                     |                                     |                                     |  |  |                                     |                                     |                                     |                                     |                                     |                                     |                                     |                                     |                                     |                                     |                                     |                                     |                                     |                                     |  |  |                                     |                                     |                                     |                                     |                                     |                                     |                           |                           |                           |                           |                           |                           |                           |                           |                           |                           |  |  |                           |                           |                           |                           |                           |                           |  |  |           |           |           |           |           |           |
|                       |                       | 동암 윤치오 (東庵 尹致旿) 1869~1950 | 동암 윤치오 (東庵 尹致旿) 1869~1950 | 동암 윤치오 (東庵 尹致旿) 1869~1950 | 동암 윤치오 (東庵 尹致旿) 1869~1950 | 동암 윤치오 (東庵 尹致旿) 1869~1950 | 동암 윤치오 (東庵 尹致旿) 1869~1950 |  |  | 동야 윤치소 (東野 尹致昭) 1871~1944               | 동야 윤치소 (東野 尹致昭) 1871~1944               | 동야 윤치소 (東野 尹致昭) 1871~1944               | 동야 윤치소 (東野 尹致昭) 1871~1944               | 동야 윤치소 (東野 尹致昭) 1871~1944               | 동야 윤치소 (東野 尹致昭) 1871~1944               |                           |  | 악연 윤치성 (岳淵 尹致晟) 1875~1936 | 악연 윤치성 (岳淵 尹致晟) 1875~1936 | 악연 윤치성 (岳淵 尹致晟) 1875~1936 | 악연 윤치성 (岳淵 尹致晟) 1875~1936 | 악연 윤치성 (岳淵 尹致晟) 1875~1936 | 악연 윤치성 (岳淵 尹致晟) 1875~1936 |  |  | 간송 윤치병 (澗松 尹致昞) 1880~1940 | 간송 윤치병 (澗松 尹致昞) 1880~1940 | 간송 윤치병 (澗松 尹致昞) 1880~1940 | 간송 윤치병 (澗松 尹致昞) 1880~1940 | 간송 윤치병 (澗松 尹致昞) 1880~1940 | 간송 윤치병 (澗松 尹致昞) 1880~1940 |                                     |                                     | 남강 윤치명 (南岡 尹致明) 1885~1944 | 남강 윤치명 (南岡 尹致明) 1885~1944 | 남강 윤치명 (南岡 尹致明) 1885~1944 | 남강 윤치명 (南岡 尹致明) 1885~1944 | 남강 윤치명 (南岡 尹致明) 1885~1944 | 남강 윤치명 (南岡 尹致明) 1885~1944 |  |  | 동산 윤치영 (東山 尹致暎) 1898~1996 | 동산 윤치영 (東山 尹致暎) 1898~1996 | 동산 윤치영 (東山 尹致暎) 1898~1996 | 동산 윤치영 (東山 尹致暎) 1898~1996 | 동산 윤치영 (東山 尹致暎) 1898~1996 | 동산 윤치영 (東山 尹致暎) 1898~1996 |                           |                           |                           |                           | 윤활란 (尹活蘭) 1884~1967 | 윤활란 (尹活蘭) 1884~1967 | 윤활란 (尹活蘭) 1884~1967 | 윤활란 (尹活蘭) 1884~1967 | 윤활란 (尹活蘭) 1884~1967 | 윤활란 (尹活蘭) 1884~1967 |  |  | 윤노덕 (尹老德) 1889~1979 | 윤노덕 (尹老德) 1889~1979 | 윤노덕 (尹老德) 1889~1979 | 윤노덕 (尹老德) 1889~1979 | 윤노덕 (尹老德) 1889~1979 | 윤노덕 (尹老德) 1889~1979 |  |  | 이름 미상 | 이름 미상 | 이름 미상 | 이름 미상 | 이름 미상 | 이름 미상 |

사촌 형 좌옹 윤치호, 그는 독립운동가 겸 언론인, 교육자이며 사상가였다.

- 할아버지: 윤취동(尹取東, 1798년 ~ 1863년)
- 할머니: 고령신씨(高靈申氏, ? - ?, 조부 윤취동의 본부인)
- 할머니: 안동김씨(安東金氏, 1800년? - 1900년 10월, 아버지 윤웅렬 형제의 생모)
- 아버지: 윤영렬(尹英烈, 1854년 음력 4월 15일 - 1939년 양력 11월 4일)
- 어머니: 청주한씨 한진숙(淸州韓氏 韓鎭淑, 1851년 - 1938년), 한말 전라도 관찰사와 경상도 관찰사, 육군 참장을 지낸 한진창(韓鎭昌)의 누이
  - 형: 동암 윤치오(東庵尹致旿, 1869년 음력 8월 5일 - 1950년 양력 12월 22일)
  - 형: 동야 윤치소(東野尹致昭, 1871년 음력 8월 25일 - 1944년 양력 2월 20일)
  - 동생: 간송 윤치병(澗松尹致昞, 1880년 음력 6월 4일 - 1940년 양력 1월 24일)
  - 동생: 남강 윤치명(南岡尹致明, 1885년 음력 9월 - 1944년 양력 4월 21일)
  - 동생: 동산 윤치영(東山尹致暎, 1898년 양력 2월 10일 - 1996년 양력 2월 9일)
  - 동생: 이름 미상
  - 첫째 누이: 윤활란(尹活蘭, 4남 3녀를 둠)
  - 둘째 누이: 윤노덕(尹老德, 1889년 6월 14일 - 1979년 11월 24일, 다른 이름은 윤정숙(尹貞淑), 정동교회 최초의 여성장로 역임.)
  - 둘째 매제: 이병림(李丙琳), 사학자 이병도의 6촌 형, 1남 4녀
- 서모: 이름 미상[6], 아버지 윤영렬의 첩
  - 이복 여동생: 윤씨, 이름 미상
- 서모: 장복첨(張福瞻, 1902년 1월 22일 ~ 1950년 8월 3일)
  - 이복 동생: 윤치정(尹致晶, 1921년 11월 25일 ~ ?)
  - 이복 여동생: 윤길희(尹吉喜, 1924년 6월 16일 ~ 1973년 6월 28일)
  - 이복 여동생: 윤인희(尹麟喜, 1927년 1월 17일 ~ ?)
  - 이복 동생: 윤치일(尹致日, 1935년 2월 10일 ~ 1985년 4월 8일)
  - 이복 제수: 김정숙(金貞淑, 김해김씨, 1938년 3월 10일 ~ ), 김계준(金溪俊)의 딸
- 부인: 전주이씨(1875년 9월 16일 - 1906년 12월 18일), 1남 1녀
  - 첫째 아들: 윤준선(尹俊善, 1906년 10월 23일 ~ 2000년 9월 19일)
  - 첫째 며느리: 신길남(申吉男, 1908년 12월 22일 ~ ?)
    - 손자: 윤항구(尹亢求)
    - 손자: 윤양구
    - 손자: 윤형구

  - 첫째 딸: 윤화순(尹和順, 초명은 인경(仁卿), 1903년 10월 8일 - ?)
  - 첫째 사위: 강석천(姜錫天, 내무부 차관 역임), 아버지는 강신영(姜信英).
- 부인: 서경덕(徐卿德, 다른 이름은 서덕경(徐德卿), 본관은 달성, 1890년 - 1921년 12월 14일), 2남 2녀
  - 둘째 아들: 윤달선(尹達善, 불교 승려, 1912년 10월 12일 ~ 1971년 9월 6일, 법명은 포산)
  - 둘째 며느리: 유진팔[7], 兪鎭八, 1928년 11월 25일 ~ 1996년, 유치두(兪致斗)의 딸
  - 셋째 아들: 윤호선(尹豪善, 1914년 3월 21일 ~ 1982년 2월 2일, 언론인, 상공신문사 사장 역임)
  - 셋째 며느리: 정영래([7] 鄭榮來, 1923년 3월 18일 ~ )
    - 손녀: 윤도운(윤대경, 화가)

  - 둘째 딸: 윤현경(1915년 6월 28일 - ?)
  - 둘째 사위: 임헌익
  - 셋째 딸: 윤준경(1920년 7월 18일 - ?)
  - 셋째 사위: 최봉진
- 부인: 최응신(崔應信, 1887년 8월 14일 - 1975년 3월 28일, 본관은 경주, 기독교장로 역임)
  - 넷째 아들: 윤두선(尹斗善, 1922년 5월 30일 - , 한국산악회 이사 역임)
  - 넷째 며느리: 김정애(金貞愛, 1929년 7월 4일 - )
  - 넷째 딸: 윤희경(1924년 7월 2일 - )
  - 넷째 사위: 황창욱, 대한중석 사장 역임
- 외할아버지: 한치원(韓致元, 1821년 ~ 1881년, 호는 동랑(冬郎), 부호군 역임)
- 사돈: 남궁억(南宮檍, 1863년 12월 27일 ~ 1939년 4월 5일) - 5촌 조카 윤광선의 장인
- 사돈: 민영철(閔泳喆, 1864년 ~ 1912년) - 형 윤치오의 딸 윤시선의 시아버지이자 형 윤치소의 아들 윤보선의 장인, 민영환의 6촌 동생
- 사돈: 현진건(玄鎭健, 1900년 8월 9일 ~ 1943년 4월 25일) - 7촌 조카사위 현정건의 동생이며, 형 윤치오의 후처 현송자의 6촌 동생
- 사돈: 손정도(孫貞道, 1872년 7월 26일 ~ 1931년 2월 19일) - 사촌동생 윤치창의 장인
- 사돈: 손원일(孫元一 , 1909년 5월 5일 ~ 1980년 2월 15일) - 사촌동생 윤치창의 처남

## 기타
윤치성의 2남 윤달선(尹達善)은 출가하여, 일제 말 경남 합천 해인사의 스님으로 있었고, 법명은 포산이다. 아들 윤달선은 문중에서 기독교를 받아들인 이후의 첫 불교 승려이기도 했다.
후에 유진팔과 결혼하여 환속하였다. 3남 윤호선(尹豪善)은 상공신문 사장을 지냈다.
그의 형은 한국인 최초로 신문에 공개구혼을 한 동암 윤치오(尹致旿)였다. 둘째 형 윤치소의 장남 윤보선은 후일 해방 이후 대한민국의 제4대 대통령을 역임하기도 했다.

## 같이 보기
| - 중앙학회 - 중앙학교 - 윤경남 - 윤치호 - 윤영렬 - 윤웅렬 - 윤보선 - 이상재 - 일본육군사관학교 - 이승만 - 윤치명 - 윤치병 - 노백린 - 지청천 - 윤근수 - 윤두수 - 윤창구 | - 남궁억 - 윤보선 - 윤치소 - 양기탁 - 이동휘 - 이범석 - 이종찬 - 장면 - 홍사익 - 김성수 - 이병도 |